# Chef d'état-major des armées (France)
Pour les autres articles nationaux ou selon les autres juridictions, voir Chef d'état-major des armées et CEMA.
Le chef d'état-major des armées (CEMA) est un officier général français. Militaire le plus gradé de l'armée française, il assure le commandement de toutes les opérations militaires sous l'autorité du président de la République et sous réserve des dispositions particulières relatives à la dissuasion nucléaire. Il assiste et conseille le gouvernement dans l'exercice de ses attributions relatives à l'emploi des forces ; son adjoint est le major général des armées.
Depuis le 22 juillet 2021, le chef d'État-Major est le général d'armée Thierry Burkhard.

## Historique

### Genèse de la fonction
Sous la Troisième République, aucun officier général ne jouit d'un commandement en chef interarmées. De fait, le général Joseph Joffre, vice-président du Conseil supérieur de la guerre de 1911 à 1912, n'exerce aucune autorité sur la Marine nationale, de même que Ferdinand Foch et Louis Franchet d'Espèrey, commandants en chef du front occidental pour le premier et des armées d’Orient pour le second à la fin de la Première Guerre mondiale. Une structure interarmées, le Secrétariat général de la Défense nationale, est créée en novembre 1921, mais elle n'est dotée d'aucun commandement effectif.
Un « chef d’état-major général de la défense nationale » est nommé en 1938 mais « c'est un faux départ » : il ne possède aucune structure administrative qui lui serait propre, et ses attributions sont confiées au chef d'état-major de l'Armée de terre, le général d'armée Maurice Gamelin.
C'est en novembre 1943, sous le Gouvernement provisoire de la République française, qu'un officier général se voit pour la première fois confier un commandement interarmées, c'est-à-dire qu'il est placé au-dessus des chefs d'état-major des armées de Terre, Air et Mer dans l'ordre hiérarchique. Il s'agit du général de corps d'armée Antoine Béthouart, nommé chef d'état-major général de la Défense nationale ; le général d'armée Alphonse Juin lui succède le 13 août 1944.
Néanmoins, à partir de 1946, la Quatrième République marginalise le chef d’état-major général de la défense nationale, tout d'abord en lui retirant son qualificatif de « général » le 4 janvier 1946, puis en remplaçant le général d'armée Juin par un général de division en 1947. La marginalisation s’accélère avec le décret du 28 avril 1948 « portant regroupement des états-majors généraux de la Guerre, de la Marine et de l'Air et création de l'État-Major général des forces armées » (EMGFA). Au bout de quelques mois, l'état-major de la défense nationale est supprimé et l'EMGFA devient donc le seul état-major interarmées.
À la tête de l'EMGFA se trouve le « comité des chefs d'état-major généraux des forces armées » (les chefs d'état-major de l'Armée de terre, de la Marine nationale et de l'Armée de l'air), dont l'un d'eux en assure la présidence, tandis que le major général des armées est chargé du secrétariat du comité. La présidence est confiée au chef d'état-major général de l'Armée de l'air, le général Charles Léchères, et le général de division Henri Zeller est nommé major général. Charles Léchères ne porte pas le titre de chef d'état-major général des armées et doit être considéré comme un « primus inter pares ».
Le décret du 24 janvier 1951, en confiant à Alphonse Juin la fonction nouvelle d'inspecteur général des forces armées, fait de celui-ci le président du comité des chefs d’état-major, le vice-président du Conseil supérieur des forces armées et enfin le conseiller du gouvernement pour les questions de défense. Ces attributions font de lui le chef d'état-major des armées de jure, bien qu'il n'en reçoive pas le titre dans les faits. En 1953, la nomination du maréchal Juin au commandement interarmées du secteur Centre Europe conduit à une trop grande concentration de pouvoir entre ses mains, ce qui pousse le gouvernement à lui retirer la présidence du comité des chefs d'état-major. Cette dernière est confiée à un officier général titré « chef d’état-major général des forces armées » (CEMGFA).
Le général d'armée Paul Ély, nommé chef d’état-major général des forces armées par décret du 18 août 1953, est de facto le premier chef d'état-major des armées.
Entre février 1959 et novembre 1961, le chef d'état-major général des armées perd sa prééminence au profit du puissant chef d'état-major général de la défense nationale (CEMGDN) qui devient « conseiller militaire du gouvernement  et la  plus haute autorité militaire ». La fonction est occupée par Paul Ély de  février 1959 à février 1961 puis par le général Jean Olié de mars à  octobre  1961. En novembre 1961, le CEMGDN perd son titre de « plus haute autorité militaire » puis en juillet 1962, l'état-major général de la défense nationale redevient le secrétariat général à la défense nationale, comme dans l'entre-deux-guerres et comme entre 1950 et 1958. Le Secrétariat général de la Défense et de la Sécurité nationale est aujourd'hui l'héritier direct de ce secrétariat général à la défense nationale. Par ailleurs, l'état-major général de la défense nationale cède ses responsabilités spécifiquement militaires à l'état-major interarmées. Celui-ci prend le nom d'état-major des armées, l’EMA d'aujourd'hui. Le général d'armée Charles Ailleret  est nommé  à sa tête,.

### Intitulé de la fonction
La fonction de chef d'état-major des armées a connu différents intitulés :
- Chef d'état-major général de la défense nationale (1943-1947) ;
- Président du comité des chefs d'état-major généraux des forces armées (1951-1952) ;
- Inspecteur général des forces armées, président du comité des chefs d'état-major généraux des forces armées et vice-président du Conseil supérieur des forces armées (1952-1953) ;
- Chef d'état-major général des forces armées (1953-1956) ;
- Chef d'état-major général des forces armées, inspecteur général des forces armées (1956-1958) ;
- Chef d'état-major général des armées, inspecteur général des forces armées, président du comité des chefs d'état-major (1958-1959) ;
- Chef d'état-major général des armées (1959-1961) ;
- Chef de l'état-major interarmées (1961-1962) ;
- Chef d'état-major des armées (1962-1980) ;
- Chef d'état-major général des armées (1980-1981) ;
- Chef d'état-major des armées (depuis 1981).

## Responsabilités et autorités
Le chef d'état-major des armées assiste le ministre des Armées dans ses attributions relatives à l’emploi des forces. Il est responsable de l’emploi opérationnel des forces. Sous l’autorité du président de la République, chef des armées, et du gouvernement français, et sous réserve des dispositions particulières relatives à la dissuasion, le chef d’état-major des armées assure le commandement des opérations militaires. Il est le conseiller militaire du Gouvernement .
Sous l'autorité du ministre de la Défense, le chef d’état-major des armées est responsable :
1. De l’organisation interarmées et de l’organisation générale des armées ;
2. De l’expression du besoin en matière de ressources humaines civiles et militaires des armées et des organismes interarmées ;
3. De la définition du format d’ensemble des armées et de leur cohérence capacitaire ;
4. De la préparation et de la mise en condition d’emploi des armées. Il définit les objectifs de leur préparation et contrôle leur aptitude à remplir leurs missions. Il élabore les doctrines et concepts d’emploi des équipements et des forces ;
5. Du soutien des armées. Il en fixe l’organisation générale et les objectifs. Il assure le maintien en condition opérationnelle des équipements ;
6. Du renseignement d’intérêt militaire. Il assure la direction générale de la recherche et de l’exploitation du renseignement militaire et a autorité sur la direction du Renseignement militaire ;
7. Des relations internationales militaires[15].

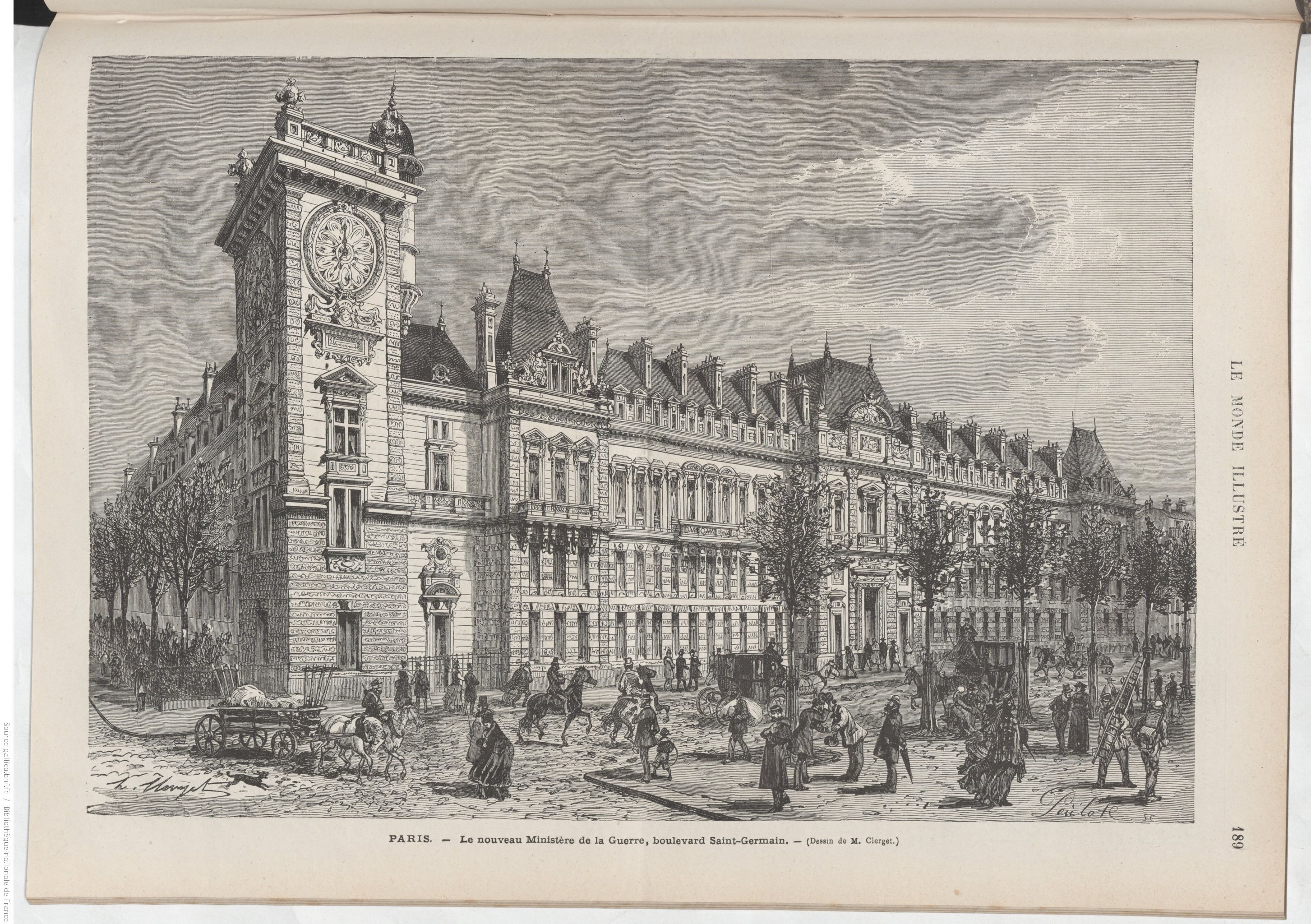
L’état-major des armées est installé à l’Îlot Saint-Germain entre sa création en 1890 et 2015.

L’état-major des armées est désormais installé à l’Hexagone Balard.

Il a directement sous son autorité :
- les chefs d’état-major de l’armée de Terre, de la Marine et de l’armée de l’Air [17] ;
- l'état-major des armées (EMA) [18],[19] ;
- les commandants supérieurs dans les départements et collectivités d'outre-mer et les commandants des forces françaises à l'étranger (COMSUP et COMFOR), les officiers généraux des zones de défense et de sécurité (OGZDS) et les délégués militaires départementaux (DMD) ;
- des organismes interarmées (autorité organique) et des organismes à vocation interarmées (autorité opérationnelle), dont :
  - la direction du Renseignement militaire (DRM) ;
  - le commandement des opérations spéciales (COS) ;
  - le commandement de la cyberdéfense (COMCYBER) ;
  - Le commandement pour les opérations interarmées (CPOIA)
  - la direction de la maintenance aéronautique (DMAé) ;
  - la direction centrale du Service de santé des armées (DCSSA) ;
  - le service de l'énergie opérationnelle (SEO) ;
  - la direction interarmées des réseaux d'infrastructure et des systèmes d'information de la défense (DIRISI) ;
  - la direction centrale du service du commissariat des armées (DCSCA), créée le 1er janvier 2010 ;
  - le service interarmées des munitions (SIMu), créé le 25 mars 2011[20] ;
  - la direction de l'enseignement militaire supérieur.

Le chef d'État-Major des armées est assisté par le major général des armées .

## Chef d'état-major général de la défense nationale
Un « chef d’état-major général de la défense nationale » est nommé en 1938 mais il ne possède aucune structure administrative. C'est en novembre 1943, sous le Gouvernement provisoire de la République française, qu'un officier général se voit pour la première fois confier un commandement interarmées. Néanmoins, à partir de 1946, la Quatrième République marginalise le chef d’état-major général de la défense nationale et au bout de quelques mois, l'état-major de la défense nationale est supprimé. Entre février 1959 et novembre 1961, le chef d'état-major général des armées perd sa prééminence au profit du puissant chef d'état-major général de la défense nationale (CEMGDN) qui devient « conseiller militaire du gouvernement et la plus haute autorité militaire ». En novembre 1961, le CEMGDN perd son titre de « plus haute autorité militaire » puis en juillet 1962, l'état-major général de la défense nationale redevient le secrétariat général à la défense nationale, comme dans l'entre-deux-guerres et comme entre 1950 et 1958.
| Chef d'état-major général de la défense nationale |                 |                            |                   |                 |                  |                |
|                                                   |                 | Général de corps d'armée   | Antoine Béthouart | novembre 1943   |                  | 285 jours      |
|                                                   | Général d'armée | Alphonse Juin              | 13 août 1944      | [ JORF 1 ]      | 2 ans, 273 jours |                |
|                                                   | Général d'armée | Jean de Lattre de Tassigny | 13 mai 1947       |                 | 1 an, 141 jours  |                |
|                                                   |                 | Général d'armée            | Paul Ély          | 25 février 1959 |                  | 2 ans, 4 jours |
|                                                   | Général d'armée | Jean Olié                  | 1er mars 1961     |                 | 152 jours        |                |
|                                                   | Général d'armée | André Puget                | 30 octobre 1961   | [ 22 ]          | 274 jours        |                |

## Liste des chefs d'état-major des armées

### Quatrième République
| Force armée | Portrait        | Grade au moment de la prise de fonction | Président du comité | Date de prise de poste et décret de nomination | Date de prise de poste et décret de nomination | Durée                                                     | Président du Conseil « assure la direction des forces armées »     | Président de la République « Chef des armées » |
| --- | --------------- | --------------------------------------- | ------------------- | ---------------------------------------------- | ---------------------------------------------- | --------------------------------------------------------- | ------------------------------------------------------------------ | ---------------------------------------------- |
| Président du comité des chefs d'état-major généraux des forces armées                                                                                                |                 |                                         |                     |                                                |                                                |                                                           |                                                                    |                                                |
| |                 | Général de corps aérien                 | Charles Léchères    | 20 août 1951                                   | [ JORF 2 ]                                     | 1 an                                                      | Henri Queuille René Pleven Edgar Faure Antoine Pinay               | Vincent Auriol                                 |
| Inspecteur général des forces armées, président du comité des chefs d'état-major généraux des forces armées et vice-président du Conseil supérieur des forces armées |                 |                                         |                     |                                                |                                                |                                                           |                                                                    | Vincent Auriol                                 |
| |                 | Général d'armée                         | Alphonse Juin       | 20 août 1952                                   |                                                | 362 jours                                                 | Antoine Pinay René Mayer Joseph Laniel                             |                                                |
| Chef d'état-major général des forces armées |                 |                                         |                     |                                                |                                                |                                                           |                                                                    |                                                |
| |                 | Général d'armée                         | Paul Ély            | 18 août 1953                                   | [ JORF 3 ]                                     | 289 jours                                                 | Joseph Laniel                                                      | Vincent Auriol René Coty                       |
| | Général d'armée | Augustin Guillaume                      | 4 juin 1954         | [ JORF 4 ]                                     | 1 an, 269 jours                                | Joseph Laniel Pierre Mendès France Edgar Faure Guy Mollet | René Coty                                                          |                                                |
| Chef d'état-major général des forces armées, inspecteur général des forces armées                                                                                    |                 |                                         |                     |                                                |                                                |                                                           | René Coty                                                          |                                                |
| |                 | Général d'armée                         | Paul Ély            | 2 mars 1956                                    | [ JORF 5 ]                                     | 2 ans, 75 jours                                           | Guy Mollet Maurice Bourgès-Maunoury Félix Gaillard Pierre Pflimlin |                                                |
| Chef d'état-major général des armées, Inspecteur général des forces armées, président du comité des chefs d'état-major                                               |                 |                                         |                     |                                                |                                                |                                                           |                                                                    |                                                |
| |                 | Général d'armée                         | Henri Lorillot      | 17 mai 1958                                    | [ JORF 6 ]                                     | 22 jours                                                  | Pierre Pflimlin Charles de Gaulle                                  | René Coty                                      |

### Cinquième République
| Force armée | Portrait                 | Grade au moment de la prise de fonction | Chef d'état-major    | Date de prise de poste et décret de nomination | Date de prise de poste et décret de nomination | Durée                                                                    | Premier ministre « dispose de la force armée »                            | Président de la République « Chef des armées » |
| --- | ------------------------ | --------------------------------------- | -------------------- | ---------------------------------------------- | ---------------------------------------------- | ------------------------------------------------------------------------ | ------------------------------------------------------------------------- | ---------------------------------------------- |
| Chef d'état-major général des armées, Inspecteur général des forces armées, président du comité des chefs d'état-major |                          |                                         |                      |                                                |                                                |                                                                          |                                                                           |                                                |
| |                          | Général d'armée                         | Paul Ély             | 9 juin 1958                                    | [ JORF 7 ]                                     | 247 jours                                                                | Charles de Gaulle Michel Debré                                            | René Coty Charles de Gaulle                    |
| Chef d'état-major général des armées                                                                                   |                          |                                         |                      |                                                |                                                |                                                                          |                                                                           |                                                |
| |                          | Général d'armée                         | Gaston Lavaud        | 25 février 1959                                | [ JORF 8 ]                                     | 2 ans, 44 jours                                                          | Michel Debré                                                              | Charles de Gaulle                              |
| Chef de l'état-major interarmées                                                                                       |                          |                                         |                      |                                                |                                                |                                                                          |                                                                           |                                                |
| |                          | Général d'armée aérienne                | André Martin         | 11 avril 1961                                  | [ JORF 9 ]                                     | 1 an, 95 jours                                                           | Michel Debré Georges Pompidou                                             | Charles de Gaulle                              |
| Chef d'état-major des armées                                                                                           |                          |                                         |                      |                                                |                                                |                                                                          |                                                                           |                                                |
| |                          | Général d'armée                         | Charles Ailleret     | 16 juillet 1962                                | [ JORF 10 ]                                    | 5 ans, 237 jours                                                         | Georges Pompidou                                                          | Charles de Gaulle                              |
| |                          | Général d'armée aérienne                | Michel Fourquet      | 1er avril 1968                                 | [ JORF 11 ]                                    | 3 ans, 68 jours                                                          | Georges Pompidou Maurice Couve de Murville Jacques Chaban-Delmas          | Charles de Gaulle Georges Pompidou             |
| | Général d'armée aérienne | François Maurin                         | 9 juin 1971          | [ JORF 12 ]                                    | 4 ans, 21 jours                                | Jacques Chaban-Delmas Pierre Messmer Jacques Chirac                      | Georges Pompidou Valéry Giscard d'Estaing                                 |                                                |
| |                          | Général d'armée                         | Guy Méry             | 1er juillet 1975                               | [ JORF 13 ]                                    | 5 ans, 18 jours                                                          | Jacques Chirac Raymond Barre                                              | Valéry Giscard d'Estaing                       |
| Chef d'état-major général des armées                                                                                   |                          |                                         |                      |                                                |                                                |                                                                          |                                                                           |                                                |
| |                          | Général d'armée                         | Claude Vanbremeersch | 20 juillet 1980                                | [ JORF 14 ]                                    | 195 jours                                                                | Raymond Barre                                                             | Valéry Giscard d'Estaing                       |
| Chef d'état-major des armées                                                                                           |                          |                                         |                      |                                                |                                                |                                                                          |                                                                           |                                                |
| |                          | Général d'armée                         | Jeannou Lacaze       | 1er février 1981                               | [ JORF 15 ]                                    | 4 ans, 180 jours                                                         | Raymond Barre Pierre Mauroy Laurent Fabius                                | Valéry Giscard d'Estaing François Mitterrand   |
| |                          | Général d'armée aérienne                | Jean Saulnier        | 1er août 1985                                  | [ JORF 16 ]                                    | 2 ans, 107 jours                                                         | Laurent Fabius Jacques Chirac                                             | François Mitterrand                            |
| |                          | Général d'armée                         | Maurice Schmitt      | 16 novembre 1987                               | [ JORF 17 ]                                    | 3 ans, 158 jours                                                         | Jacques Chirac Michel Rocard                                              | François Mitterrand                            |
| |                          | Amiral                                  | Jacques Lanxade      | 24 avril 1991                                  | [ JORF 18 ]                                    | 4 ans, 137 jours                                                         | Michel Rocard Édith Cresson Pierre Bérégovoy Édouard Balladur Alain Juppé | François Mitterrand Jacques Chirac             |
| |                          | Général d'armée aérienne                | Jean-Philippe Douin  | 9 septembre 1995                               | [ JORF 19 ]                                    | 2 ans, 210 jours                                                         | Alain Juppé Lionel Jospin                                                 | Jacques Chirac                                 |
| |                          | Général d'armée                         | Jean-Pierre Kelche   | 9 avril 1998                                   | [ JORF 20 ]                                    | 4 ans, 203 jours                                                         | Lionel Jospin Jean-Pierre Raffarin                                        | Jacques Chirac                                 |
| | Général d'armée          | Henri Bentégeat                         | 30 octobre 2002      | [ JORF 21 ]                                    | 3 ans, 338 jours                               | Jean-Pierre Raffarin Dominique de Villepin                               |                                                                           | Jacques Chirac                                 |
| | Général d'armée          | Jean-Louis Georgelin                    | 4 octobre 2006       | [ JORF 22 ]                                    | 3 ans, 143 jours                               | Dominique de Villepin François Fillon                                    | Jacques Chirac Nicolas Sarkozy                                            |                                                |
| |                          | Amiral                                  | Édouard Guillaud     | 25 février 2010                                | [ JORF 23 ]                                    | 3 ans, 354 jours                                                         | François Fillon Jean-Marc Ayrault                                         | Nicolas Sarkozy François Hollande              |
| |                          | Général d'armée                         | Pierre de Villiers   | 15 février 2014                                | [ JORF 24 ]                                    | 3 ans, 154 jours                                                         | Jean-Marc Ayrault Manuel Valls Bernard Cazeneuve Édouard Philippe         | François Hollande Emmanuel Macron              |
| | Général d'armée          | François Lecointre                      | 20 juillet 2017      | [ JORF 25 ]                                    | 4 ans, 1 jour                                  | Édouard Philippe Jean Castex                                             | Emmanuel Macron                                                           |                                                |
| | Général d'armée          | Thierry Burkhard                        | 22 juillet 2021      | [ JORF 26 ]                                    | 4 ans, 40 jours                                | Jean Castex Élisabeth Borne Gabriel Attal Michel Barnier François Bayrou | Emmanuel Macron                                                           |                                                |
| |                          | Général d'armée aérienne                | Fabien Mandon        | 1er septembre 2025                             | [ JORF 27 ]                                    | —                                                                        | Emmanuel Macron                                                           | François Bayrou                                |